# Alvaro Mendoza Caamaño y Sotomayor
Alvaro Mendoza Caamaño y Sotomayor (Madrid, 14 novembre 1671 – Madrid, 23 gennaio 1761) è stato un cardinale spagnolo della Chiesa cattolica, nominato da papa Benedetto XIV.

## Biografia
Nacque a Madrid il 14 novembre 1671.
Papa Benedetto XIV lo elevò al rango di cardinale nel concistoro del 10 aprile 1747.
Morì il 23 gennaio 1761 all'età di 89 anni.

## Genealogia episcopale e successione apostolica
La genealogia episcopale è:
- Cardinale Scipione Rebiba
- Cardinale Giulio Antonio Santori
- Cardinale Girolamo Bernerio, O.P.
- Arcivescovo Galeazzo Sanvitale
- Cardinale Ludovico Ludovisi
- Cardinale Luigi Caetani
- Cardinale Ulderico Carpegna
- Cardinale Paluzzo Paluzzi Altieri degli Albertoni
- Cardinale Francesco Acquaviva d'Aragona
- Cardinale Carlos Borja Centellas y Ponce de León
- Arcivescovo Domingo Valentín Guerra Arteaga y Leiba
- Cardinale Alvaro Mendoza Caamaño y Sotomayor

La successione apostolica è:
- Vescovo Francisco Salgado Quirago (1734)
- Vescovo Miguel Aguiar (1738)
- Vescovo José Esteban Noriega, O. Praem. (1738)
- Vescovo Pedro González García (1739)
- Vescovo Juan García Abadiano (1739)